# Raimond Sele
Raimond „Remo“ Sele (* 7. Juni 1948) ist ein ehemaliger liechtensteinischer Sportschütze.

## Karriere
Raimond Sele trat bei den Olympischen Spielen 1972 in München und 1984 in Los Angeles jeweils in der Disziplin 50 Meter Kleinkaliber liegend an. Er belegte 1972 den 81. und 1984 den 65. Rang.